# Rubrapterus
Pseudophilotes là một chi bướm ngày thuộc họ Lycaenidae.

## Hình ảnh

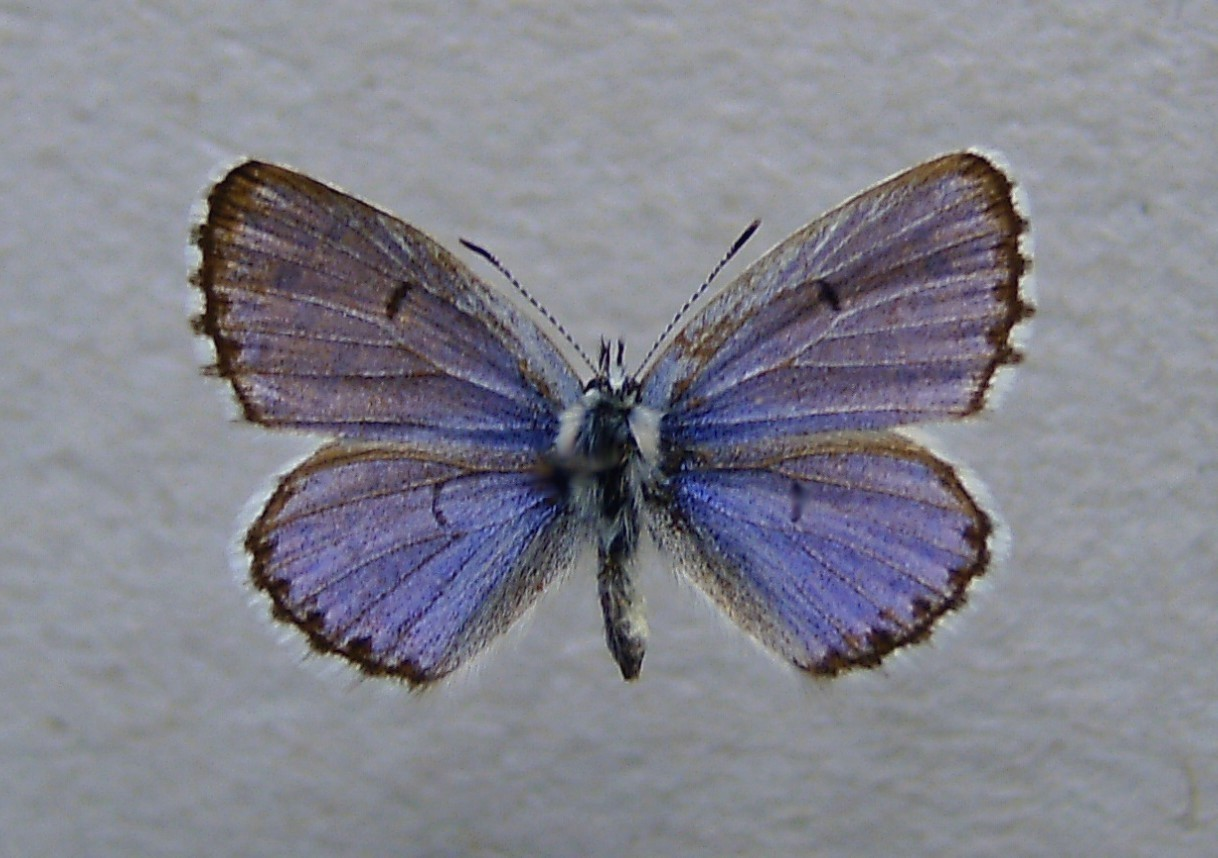
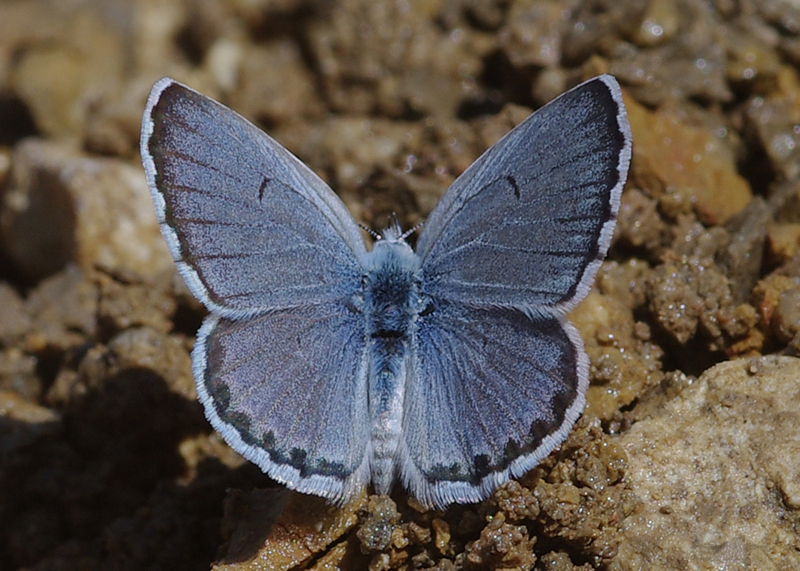